# Посёлок дачного хозяйства «Жуковка»
Посёлок дачного хозяйства «Жуковка» — посёлок сельского типа в Одинцовском районе Московской области, входит в состав сельского поселения Барвихинское. Население — 268 чел. (2010), в посёлке числятся железнодорожная платформа Ильинское Белорусского направления МЖД и 3 садовых товарищества.
Посёлок расположен на востоке района, вблизи Рублёво-Успенским шоссе, высота центра над уровнем моря 171 м.
Посёлок, возникший, как жильё для обслуживающего персонала дачных поселков Совета Министров СССР и ЦК КПСС, ещё в 1930-е годы, компактной территории не имеет — жилые дома размещаются в разных местах дачных поселков Жуковка-1 и Жуковка-2. По переписи 1989 года числилось 106 хозяйств и 265 жителей.

## Население
| 2002 | 2006 | 2010 |
| ---- | ---- | ---- |
| 257  | →257 | ↗268 |